# Вестдорпе
Вестдорпе (нід. Westdorpe) — село в нідерландській провінції Зеландія. Входить до муніципалітету Тернезен.
Його площа становить 24,06 км², а населення станом на 2021 рік складало 1 915 осіб.
Перша згадка про населений пункт датується 1545 роком.
До 1970 року мало статус окремого муніципалітету.

## Клімат
| Клімат Вестдорпе (середні за 1991−2020, екстремуми з 1991) | Клімат Вестдорпе (середні за 1991−2020, екстремуми з 1991) | Клімат Вестдорпе (середні за 1991−2020, екстремуми з 1991) | Клімат Вестдорпе (середні за 1991−2020, екстремуми з 1991) | Клімат Вестдорпе (середні за 1991−2020, екстремуми з 1991) | Клімат Вестдорпе (середні за 1991−2020, екстремуми з 1991) | Клімат Вестдорпе (середні за 1991−2020, екстремуми з 1991) | Клімат Вестдорпе (середні за 1991−2020, екстремуми з 1991) | Клімат Вестдорпе (середні за 1991−2020, екстремуми з 1991) | Клімат Вестдорпе (середні за 1991−2020, екстремуми з 1991) | Клімат Вестдорпе (середні за 1991−2020, екстремуми з 1991) | Клімат Вестдорпе (середні за 1991−2020, екстремуми з 1991) | Клімат Вестдорпе (середні за 1991−2020, екстремуми з 1991) | Клімат Вестдорпе (середні за 1991−2020, екстремуми з 1991) |
| Показник                                                   | Січ.                                                       | Лют.                                                       | Бер.                                                       | Квіт.                                                      | Трав.                                                      | Черв.                                                      | Лип.                                                       | Серп.                                                      | Вер.                                                       | Жовт.                                                      | Лист.                                                      | Груд.                                                      | Рік                                                        |
| Абсолютний максимум, °C                                    | 14,9                                                       | 18,9                                                       | 24,9                                                       | 29,7                                                       | 31,7                                                       | 33,6                                                       | 40,6                                                       | 36,4                                                       | 33,7                                                       | 27,1                                                       | 20,4                                                       | 15,9                                                       |                                                            |
| Середній максимум, °C                                      | 6,6                                                        | 7,5                                                        | 10,9                                                       | 15,0                                                       | 18,4                                                       | 21,1                                                       | 23,5                                                       | 23,5                                                       | 19,9                                                       | 15,3                                                       | 10,3                                                       | 7,1                                                        | 14,9                                                       |
| Середня температура, °C                                    | 4,1                                                        | 4,5                                                        | 7,0                                                        | 10,0                                                       | 13,4                                                       | 16,1                                                       | 18,1                                                       | 18,0                                                       | 15,1                                                       | 11,4                                                       | 7,5                                                        | 4,7                                                        | 10,8                                                       |
| Середній мінімум, °C                                       | 1,5                                                        | 1,5                                                        | 3,1                                                        | 4,9                                                        | 8,2                                                        | 10,7                                                       | 12,7                                                       | 12,7                                                       | 10,5                                                       | 7,6                                                        | 4,6                                                        | 2,2                                                        | 6,7                                                        |
| Абсолютний мінімум, °C                                     | −14,9                                                      | −17,8                                                      | −9,7                                                       | −5                                                         | −0,9                                                       | 3,1                                                        | 4,6                                                        | 4,6                                                        | 0,3                                                        | −5,8                                                       | −7,4                                                       | −13,6                                                      |                                                            |
| Середня кількість сонячних годин на місяць                 | 71,3                                                       | 92,8                                                       | 146,3                                                      | 190,4                                                      | 218,4                                                      | 216,7                                                      | 213,8                                                      | 198,7                                                      | 159,3                                                      | 122,0                                                      | 75,6                                                       | 60,3                                                       | 1765,6                                                     |
| Норма опадів, мм                                           | 66.1                                                       | 59.9                                                       | 53.8                                                       | 38.0                                                       | 55.5                                                       | 62.5                                                       | 74.9                                                       | 80.6                                                       | 69.5                                                       | 68.0                                                       | 73.9                                                       | 83.3                                                       | 786.0                                                      |
| Вологість повітря, %                                       | 86.8                                                       | 84.1                                                       | 80.3                                                       | 74.5                                                       | 75.6                                                       | 77.5                                                       | 78.0                                                       | 78.4                                                       | 82.4                                                       | 85.9                                                       | 89.0                                                       | 88.8                                                       | 81.8                                                       |
| ---------------------------------------------------------- | ---------------------------------------------------------- | ---------------------------------------------------------- | ---------------------------------------------------------- | ---------------------------------------------------------- | ---------------------------------------------------------- | ---------------------------------------------------------- | ---------------------------------------------------------- | ---------------------------------------------------------- | ---------------------------------------------------------- | ---------------------------------------------------------- | ---------------------------------------------------------- | ---------------------------------------------------------- | ---------------------------------------------------------- |
| Джерело: Королівський нідерландський інститут метеорології |                                                            |                                                            |                                                            |                                                            |                                                            |                                                            |                                                            |                                                            |                                                            |                                                            |                                                            |                                                            |                                                            |

## Галерея

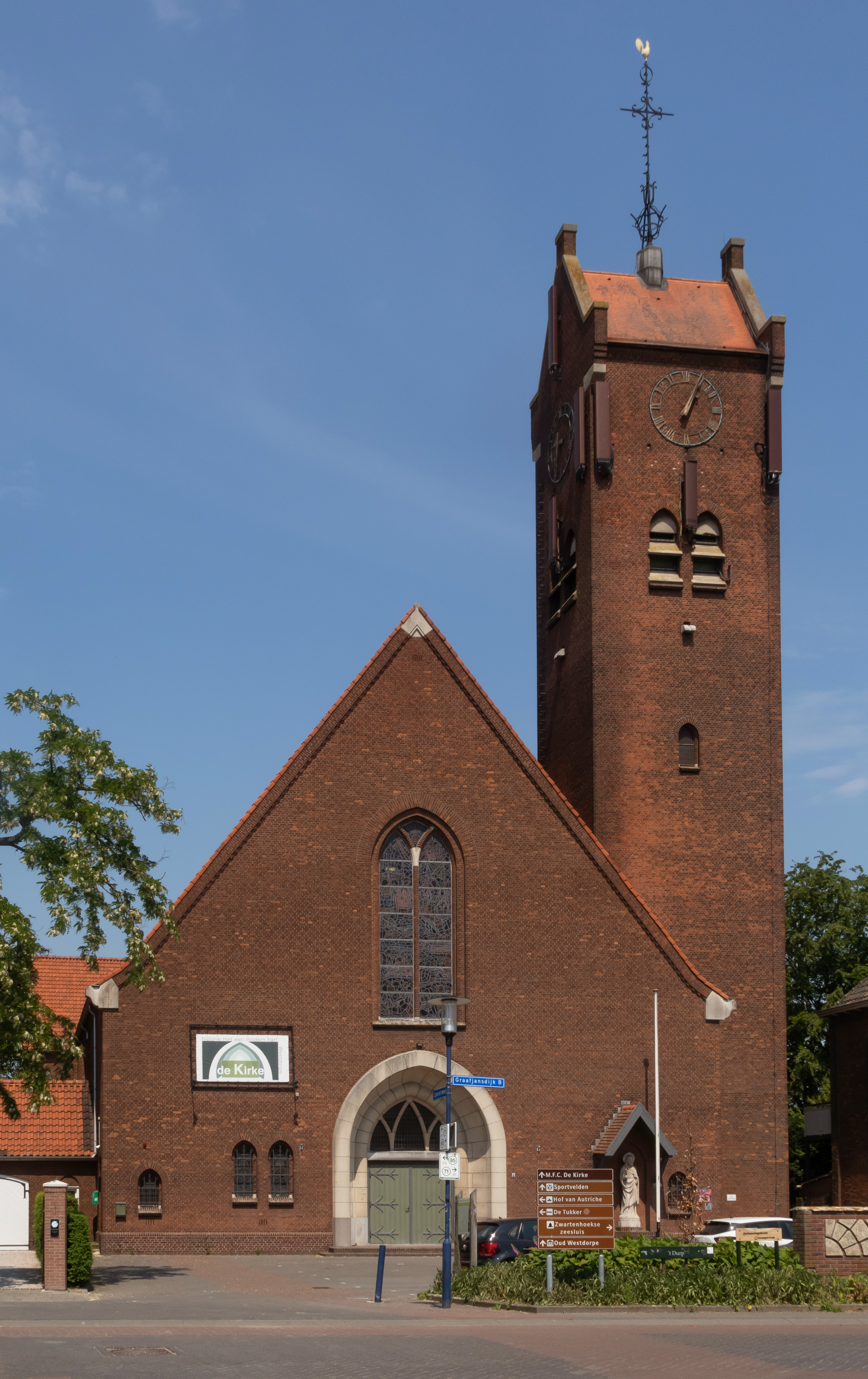
Сільська церква
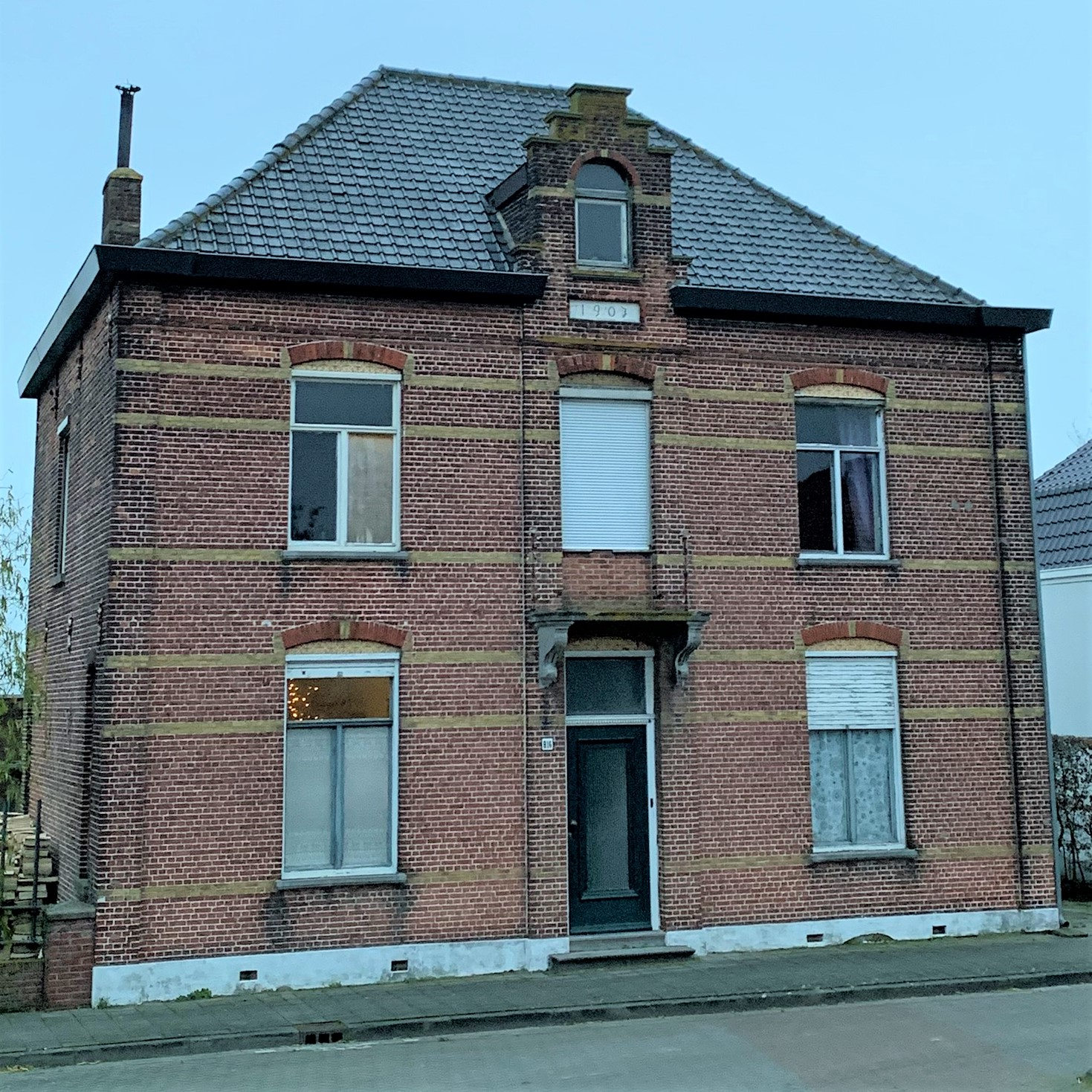
Будинок у Вестдорпе
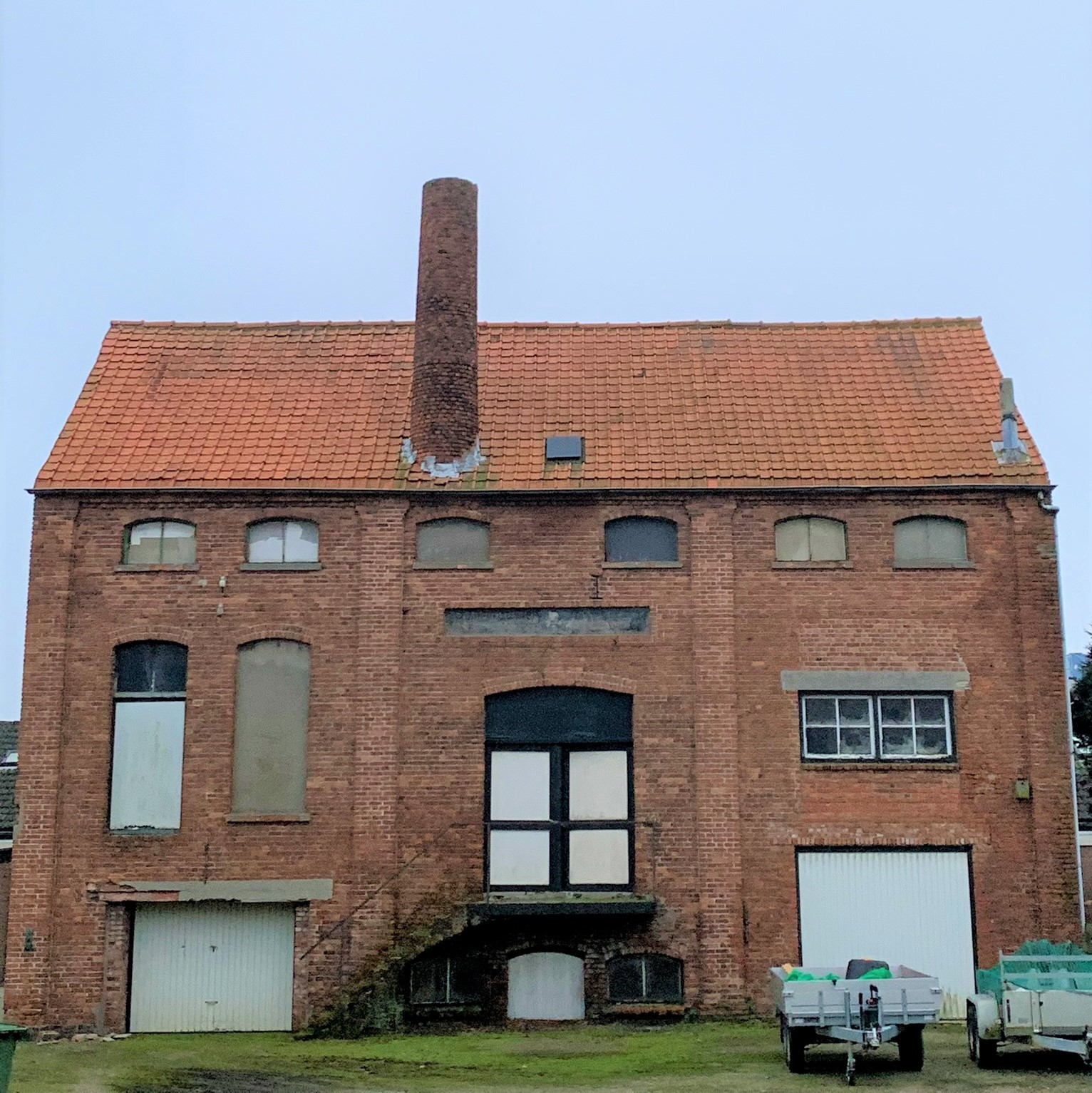
Будівля колишньої броварні De Witte Leeuw
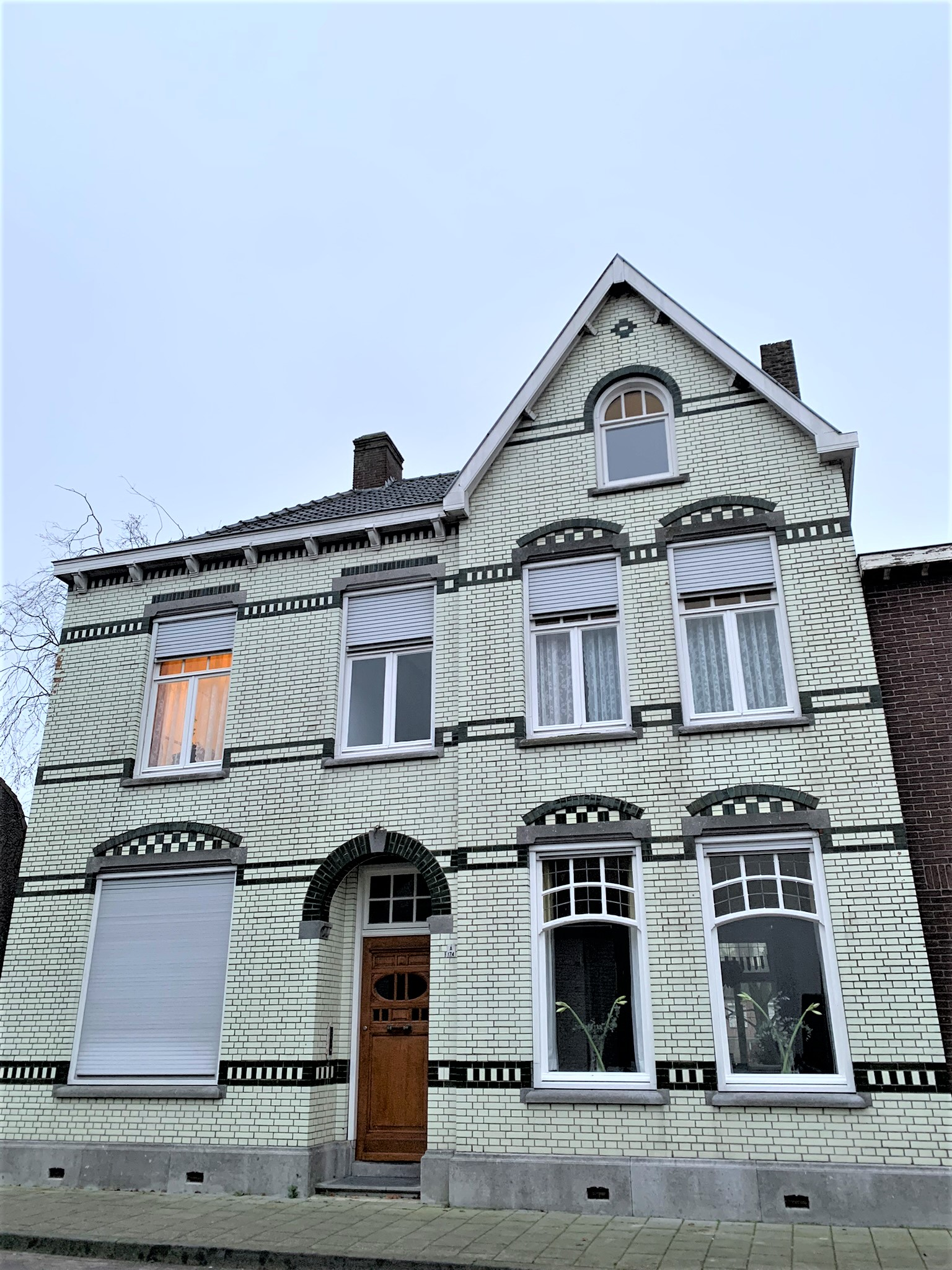
Будинок у Вестдорпе